# Giáo Phù Sai
Giáo Phù Sai hay Giáo của Ngô vương Phù Sai (chữ Hán giản thể: 吳王夫差矛; Hán Việt: Ngô vương Phù Sai mâu) là phần đầu (ngọn) của cây giáo được tìm thấy trong cuộc khai quật khảo cổ tháng 11 năm 1983 tại huyện Giang Lăng, tỉnh Hồ Bắc, Trung Quốc. Đây là một ngọn giáo được xác định niên đại vào thời cuối Xuân Thu thuộc quyền sở hữu của Ngô vương Phù Sai, vua nước Ngô, kình địch của Câu Tiễn.

## Mô tả
Giáo Phù Sai chỉ có phần ngọn giáo, dài 29,5 cm, phần lưỡi của ngọn giáo rộng nhất là 5,5 cm, có chuôi để tra vào cán, trên sống giáo ở mỗi mặt có một rãnh dài. Hai bên mặt của ngọn giáo có khắc hình quả trám tương tự như hoa văn trên Kiếm Câu Tiễn.
Trên một mặt của ngọn giáo ở phần gần với chuôi có khắc tám chữ theo lối "điểu trùng văn" là "吴王夫差自作用矛", Hán Việt: "Ngô vương Phù Sai tự tác dụng mâu", dịch nghĩa là "ngọn giáo này của Ngô Vương Phù Sai tự làm để dùng". Các chữ này tương tự như chữ khắc trên Kiếm Câu Tiễn, chỉ khác về tên người sở hữu và tên vũ khí.